# Mistrzostwa Europy w Lekkoatletyce 1986 – chód na 20 km mężczyzn

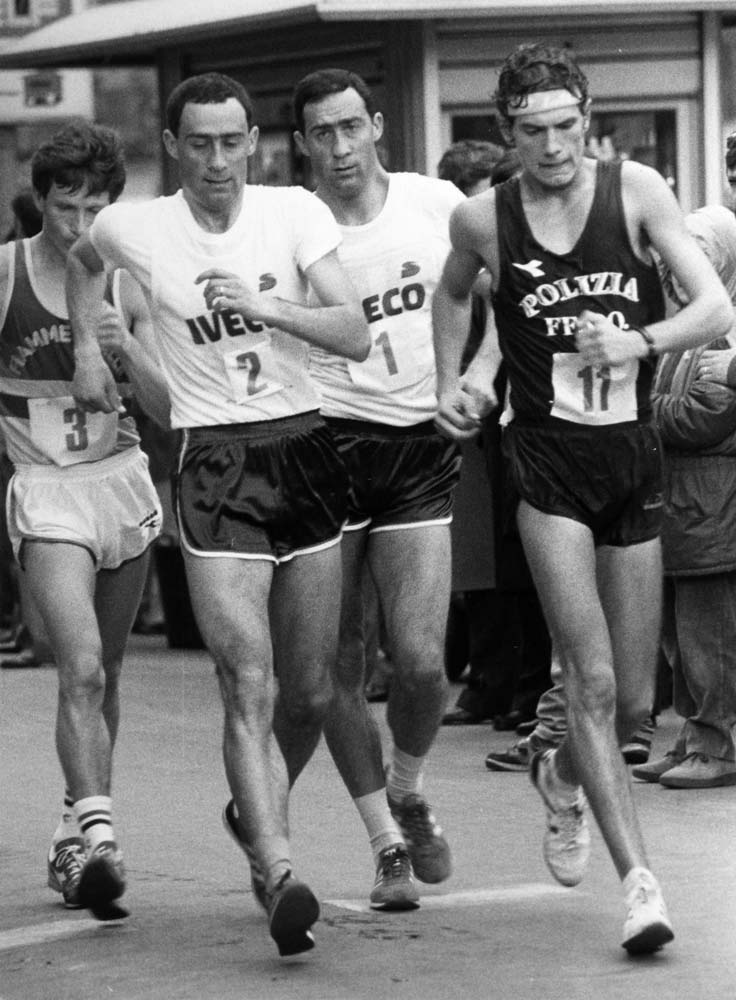
Maurizio Damilano (z numerem 1)

Chód na 20 kilometrów mężczyzn był jedną z konkurencji rozgrywanych podczas XIV mistrzostw Europy w Stuttgarcie. Został rozegrany 27 sierpnia 1986 roku. Zwycięzcą tej konkurencji został reprezentant Czechosłowacji Jozef Pribilinec. W rywalizacji wzięło udział dwudziestu jeden zawodników z trzynastu reprezentacji.

## Rekordy
| Rekord świata     | Jozef Pribilinec (CSK) | 1:19:30   | Bergen, Norwegia      | 24.09.1983 |
| Rekord Europy     | Jozef Pribilinec (CSK) | 1:19:30   | Bergen, Norwegia      | 24.09.1983 |
| Rekord mistrzostw | Roland Wieser (GDR)    | 1:23:11,5 | Praga, Czechosłowacja | 30.08.1978 |

## Wyniki

### Finał
| Miejsce | Zawodnik              | Czas    | Uwagi |
| ------- | --------------------- | ------- | ----- |
| 1       | Jozef Pribilinec      | 1:21:15 | CR    |
| 2       | Maurizio Damilano     | 1:21:19 |       |
| 3       | Miguel Prieto         | 1:21:36 |       |
| 4       | Wiktor Mostowik       | 1:21:52 |       |
| 5       | Walter Arena          | 1:22:42 |       |
| 6       | Pavol Blažek          | 1:23:26 |       |
| 7       | Aleksiej Pierszin     | 1:24:11 |       |
| 8       | Aleksandr Bojarszinow | 1:24:16 |       |
| 9       | Jan Staaf             | 1:24:26 |       |
| 10      | Martial Fesselier     | 1:26:20 |       |
| 11      | Carlo Mattioli        | 1:26:52 |       |
| 12      | Jan Kłos              | 1:27:53 |       |
| 13      | Stefan Johansson      | 1:28:03 |       |
| 14      | José Urbano           | 1:30:07 |       |
| 15      | Sándor Urbanik        | 1:31:40 |       |
| 16      | Martin Toporek        | 1:36:14 |       |
| –       | Ralf Kowalsky         | DQ      |       |
| –       | Josep Marín           | DQ      |       |
| –       | Roman Mrázek          | DQ      |       |
| –       | Axel Noack            | DQ      |       |
| –       | Reima Salonen         | DQ      |       |
| –       | Wolfgang Wiedemann    | DQ      |       |